# 20a etapa del Tour de França de 2009

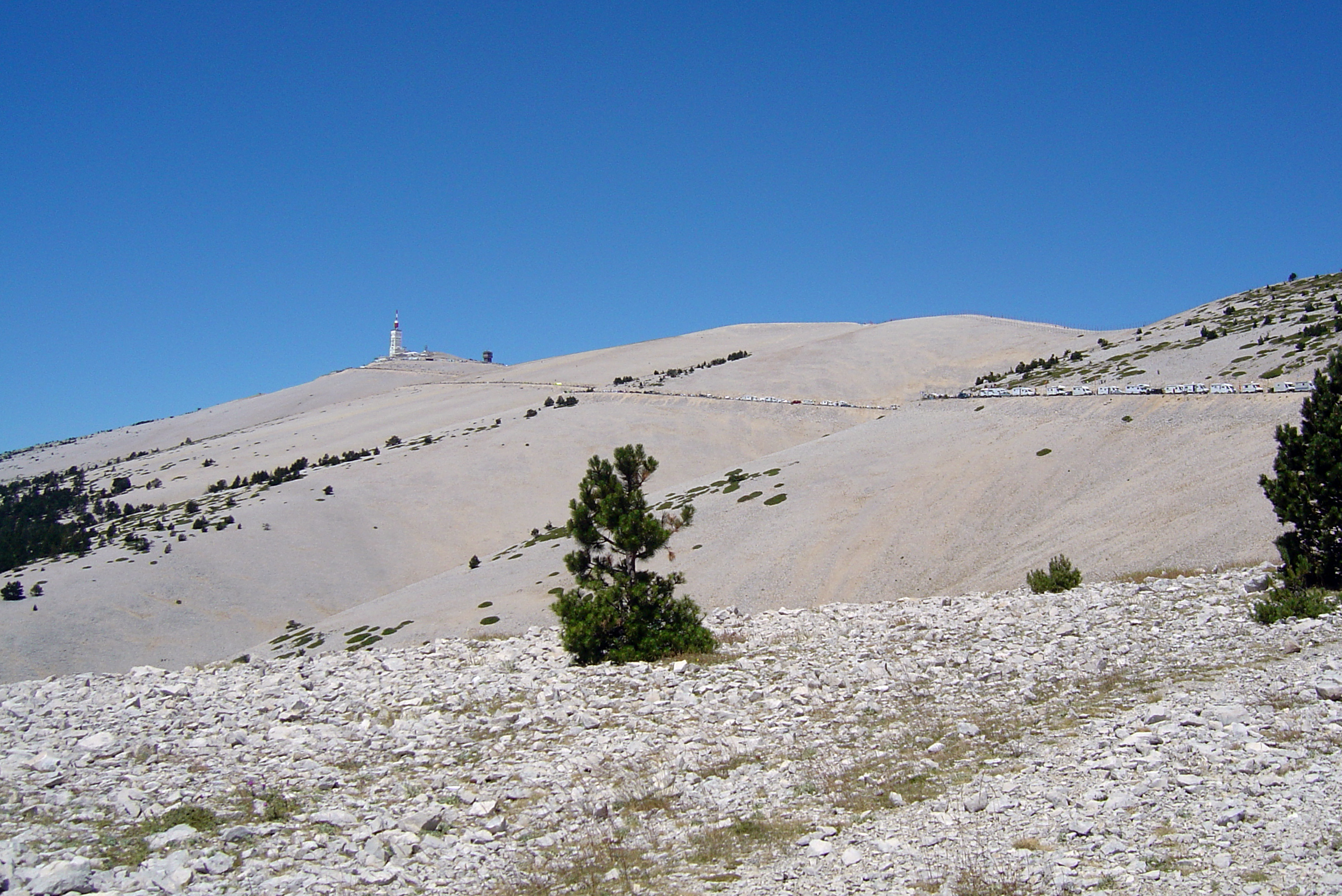
El Ventor a 3 km del cim

La 20a etapa del Tour de França de 2009 es disputà el dissabte 25 de juliol sobre un recorregut de 167 quilòmetres entre Montélimar i el Ventor. La victòria fou per l'espanyol Juan Manuel Gárate.

## Recorregut de l'etapa
El recorregut transcorre pels departaments de la Droma i la Vaucluse. Abans d'afrontar el Gegant de la Provença els ciclistes han de superar quatre petites dificultats muntanyoses: la cota de la Citelle (428 m, 3a cat), el coll d'Ey (718 m, 3a cat), el coll de Fontaube (635 m, 4a cat) i el coll des Abeilles (996 m, 3a cat). L'avituallament es troba a Eygaliers (km 78) i els esprints intermedis a Les Pilles (km 48) i a Mormoiron (km 138,5). L'ascensió final es fa pel vessant sud, per Bédoin, amb 21,1 km de pujada al 7,6%.

## Desenvolupament de l'etapa

### Esprints intermedis

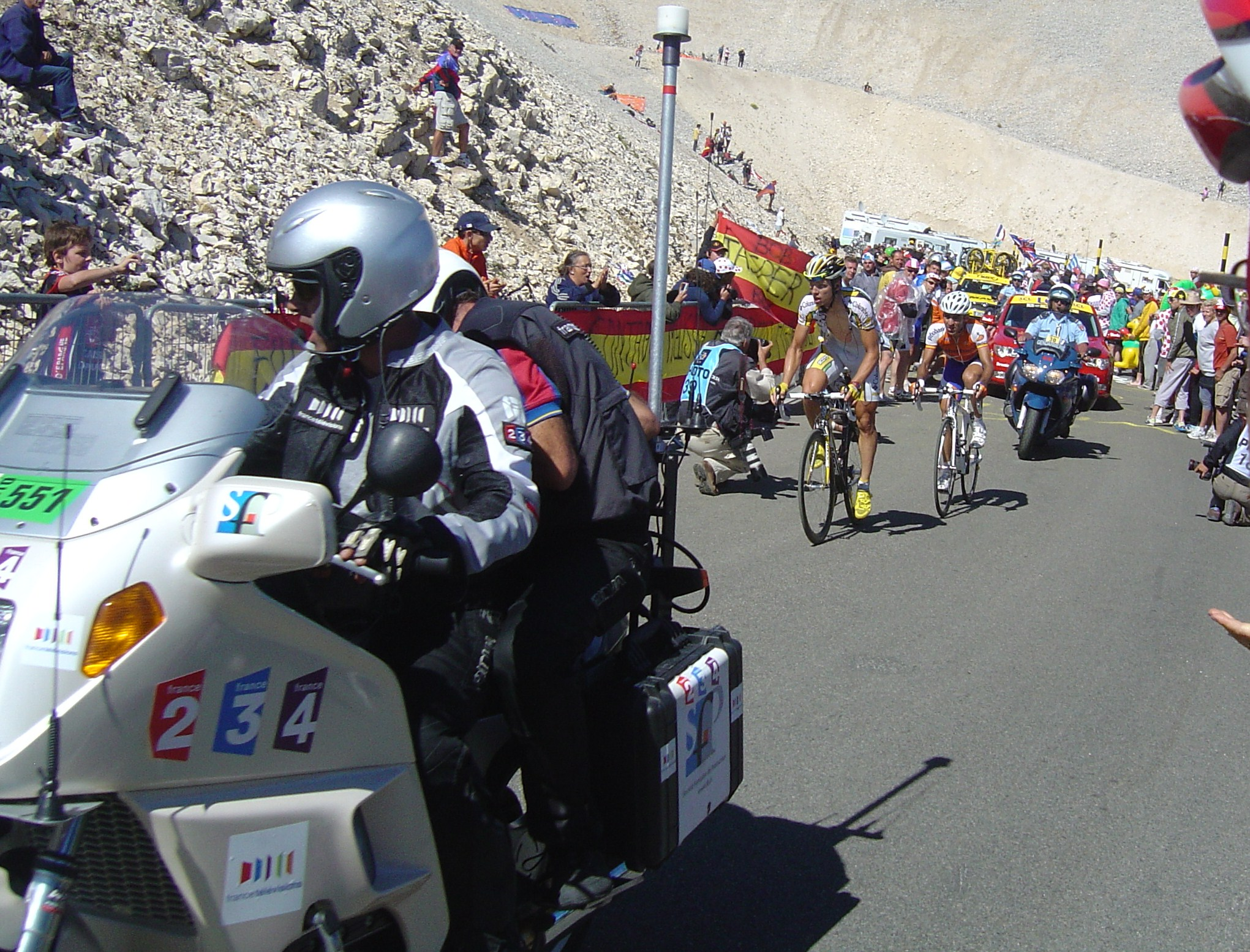
Juan Manuel Gárate i Tony Martin escapats

- 1r esprint intermedi. Les Pilles (km 48)

| 1r | Samuel Dumoulin   | 6 pts |
| 2n | Albert Timmer     | 4 pts |
| 3r | Christophe Riblon | 2 pts |

- 2n esprint intermedi. Mormoiron (km 138,5)

| 1r | Mickael Delage        | 6 pts |
| 2n | Aliaksandr Kuschynski | 4 pts |
| 3r | Samuel Dumoulin       | 2 pts |

### Ports de muntanya

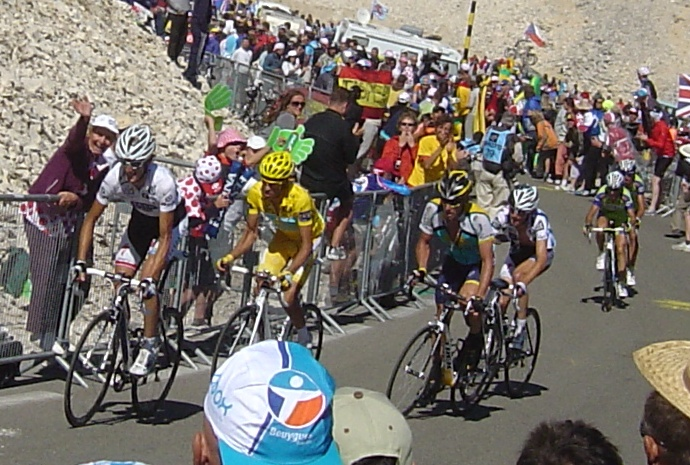
El grup del mallot groc a 2 km del Ventor: Andy Schleck, Alberto Contador, Lance Armstrong, Fränk Schleck, Vincenzo Nibali i Roman Kreuziger

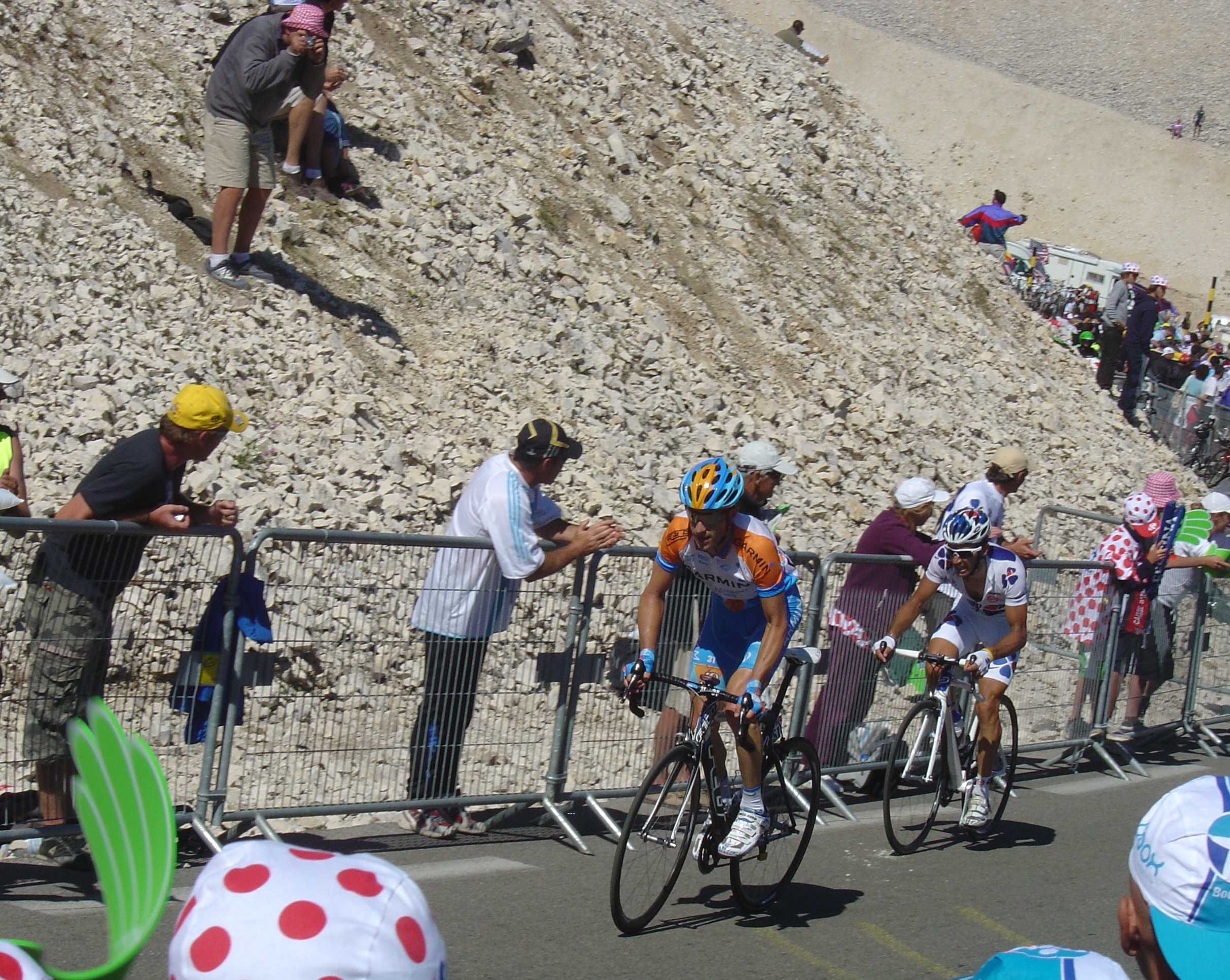
Christian Vande Velde i Christophe Le Mével defensant la seva posició a la classificació general

- 1. Cota de Citelle. 428 m. 3a categoria (km 14) (5,2 km al 3,9%)

| 1r | Albert Timmer         | 4 pts |
| 2n | Aliaksandr Kuschynski | 3 pts |
| 3r | Juan Manuel Gárate    | 2 pts |
| 4t | Tony Martin           | 1 pt  |

- 2. Coll d'Ey. 718 m. 3a categoria (km 65,5) (6,7 km al 4,8%)

| 1r | Aliaksandr Kuschynski | 4 pts |
| 2n | Juan Manuel Gárate    | 3 pts |
| 3r | Tony Martin           | 2 pts |
| 4t | Albert Timmer         | 1 pt  |

- 3. Coll de Fontaube. 630 m. 4a categoria (km 90,5) (4,7 km al 4,2%)

| 1r | Daniele Righi      | 3 pts |
| 2n | Albert Timmer      | 2 pts |
| 3r | Juan Manuel Gárate | 1 pt  |

- 4. Coll des Abeilles. 718 m. 3a categoria (km 121,5) (7,7 km al 4%)

| 1r | Juan Manuel Gárate | 4 pts |
| 2n | Tony Martin        | 3 pts |
| 3r | Joost Posthuma     | 2 pts |
| 4t | Mickael Delage     | 1 pt  |

- 5. Ventor. 1912 m. Categoria Especial (km 167) (21,1 km al 7,6%)

| 1r  | Juan Manuel Gárate | 40 pts |
| 2n  | Tony Martin        | 36 pts |
| 3r  | Andy Schleck       | 32 pts |
| 4t  | Alberto Contador   | 28 pts |
| 5è  | Lance Armstrong    | 24 pts |
| 6è  | Fränk Schleck      | 20 pts |
| 7è  | Roman Kreuziger    | 16 pts |
| 8è  | Franco Pellizotti  | 14 pts |
| 9è  | Vincenzo Nibali    | 12 pts |
| 10è | Bradley Wiggins    | 10 pts |

## Classificació de l'etapa
|    | Ciclista           | Equip             | Temps      |
| -- | ------------------ | ----------------- | ---------- |
| 1  | Juan Manuel Gárate | Rabobank ProTeam  | 4h 39' 21" |
| 2  | Tony Martin        | Team Columbia-HTC | + 3"       |
| 3  | Andy Schleck       | Team Saxo Bank    | + 38"      |
| 4  | Alberto Contador   | Team Astana       | m. t.      |
| 5  | Lance Armstrong    | Team Astana       | + 41"      |
| 6  | Fränk Schleck      | Team Saxo Bank    | + 43"      |
| 7  | Roman Kreuziger    | Liquigas          | + 46"      |
| 8  | Franco Pellizotti  | Liquigas          | + 56"      |
| 9  | Vincenzo Nibali    | Liquigas          | + 58"      |
| 10 | Bradley Wiggins    | Garmin Chipotle   | + 1' 03"   |

## Classificació general
|    | Ciclista              | Equip             | Temps       |
| -- | --------------------- | ----------------- | ----------- |
| 1  | Alberto Contador      | Team Astana       | 61h 46' 15" |
| 2  | Andy Schleck          | Team Saxo Bank    | + 4' 11"    |
| 3  | Lance Armstrong       | Team Astana       | + 5' 24"    |
| 4  | Bradley Wiggins       | Garmin-Slipstream | + 6' 01"    |
| 5  | Frank Schleck         | Team Saxo Bank    | + 6' 04"    |
| 6  | Andreas Klöden        | Team Astana       | + 6' 42"    |
| 7  | Vincenzo Nibali       | Liquigas          | + 7' 35"    |
| 8  | Christian Vande Velde | Garmin-Slipstream | + 12' 04"   |
| 9  | Roman Kreuziger       | Liquigas          | + 14' 16"   |
| 10 | Christophe Le Mével   | FDJ               | + 14' 25"   |

## Classificacions annexes

### Classificació per punts
| Classificació per punts | Total   |
| ----------------------- | ------- |
| Thor Hushovd            | 260 pts |
| Mark Cavendish          | 235 pts |
| Gerald Ciolek           | 148 pts |

### Classificació de la muntanya
| Classificació de la muntanya | Total   |
| ---------------------------- | ------- |
| Franco Pellizotti            | 210 pts |
| Egoi Martínez                | 135 pts |
| Alberto Contador             | 126 pts |

### Classificació del millor jove
| Classificació del millor jove | Temps       |
| ----------------------------- | ----------- |
| Andy Schleck                  | 81h 50' 28" |
| Vincenzo Nibali               | + 3' 24"    |
| Roman Kreuziger               | + 10' 05"   |

### Classificació per equips
| Classificació per equips | Total        |
| ------------------------ | ------------ |
| Team Astana              | 243h 56' 04" |
| Garmin-Slipstream        | + 22' 35"    |
| Team Saxo Bank           | + 28' 34"    |

### Combativitat
- Tony Martin

## Abandonaments
No n'hi hagué cap.